# Louis-Jean Delmas
Louis-Jean Delmas (Montaigu-de-Quercy, 3 september 1906 - Montauban, 22 maart 2002) was een Frans socialistisch politicus. Hij zetelde tussen 1962 en 1968 in de Assemblée nationale.
Delmas was net als zijn vader onderwijzer. Hij studeerde aan de normaalschool van Montauban. Hij gaf les op scholen in onder andere Cazes-Mondenard, Touffailles en Moissac. In 1939 werd hij onder de wapens geroepen. Hij bracht de oorlog door in krijgsgevangenschap in Duitsland. Na de oorlog werd hij schooldirecteur in de wijk Sapiac van Montauban. Hij was ook actief in de onderwijsvakbonden.
Na zijn pensioen in 1962 begon Delmas een politieke carrière. Hij werd bij de parlementsverkiezingen van 1962 namens de socalistische partij Section française de l'Internationale ouvrière (SFIO) verkozen in de Assemblée nationale. In 1967 werd hij herverkozen op de lijst van de Fédération de la gauche démocrate et socialiste. Bij de parlementsverkiezingen van 1968 en 1972 was hij kandidaat van de Parti Socialiste maar hij raakt niet meer verkozen. Ook bij de verkiezingen voor de Senaat in 1975 en 1977 werd hij niet verkozen.
Tussen 1963 en 1985 zetelde hij bovendien in de Conseil général van het departement Tarn-et-Garonne. In 1965 werd hij burgemeester van Montauban. Hij oefende dit mandaat uit tot 1983. Als burgemeester zette hij in op woningbouw en de aanleg van wegen en infrastructuur.